# میاستکوف کوشچیلنه
میاستکوف کوشچیلنه (به لاتین: Miastków Kościelny) یک روستا در لهستان است که در گمینا میاستکوف کوشچیلنه واقع شده‌است. میاستکوف کوشچیلنه ۶۳۰ نفر جمعیت دارد.